# Lancelot "Capability" Brown
Lancelot Brown (nascut vora 1715–16, batejat el 30 d'agost de 1716 - 6 de febrer de 1783), més conegut com a Capability Brown, fou un jardiner i arquitecte paisatgista anglès, que segueix sent la figura més famosa de la història de l'estil de paisatgisme anglès. Se'l recorda com "l'últim dels grans artistes anglesos del segle XVIII universalment reconegut" i "el jardiner més gran d'Anglaterra".
A diferència d'altres arquitectes, inclòs William Kent, va ser un jardiner pràctic i va oferir als seus clients un servei complet "clau en mà", dissenyant els jardins i el parcs per en acabant, gestionar-ne la plantació i el manteniment. És famós pels parcs enjardinats de les cases rurals angleses, moltes de les quals han sobreviscut raonablement intactes. Tanmateix, també va incloure en els seus plans "jardins de plaer" amb plantes de flor i arbusts de fruits silvestres, col·locats habitualment on no obstruïssin les vistes a través del parc i des de les façanes principals de la casa. Poques de les seves plantacions de "jardins de gaudi" han sobreviscut als canvis posteriors. També va presentar plans per a projectes urbans molt més petits, per exemple els jardins universitaris al llarg de The Backs a Cambridge.
Les crítiques al seu estil, tant en la seva època com posteriors, se centren majoritàriament en l'afirmació que "va crear paisatges monòtons i previsibles amb la casa principal en un mar de gespa, una mica d'aigua, tot sovint esdevenint estanys impressionants, i  taques d'arbres acompanyats de bardisses", donant "una uniformitat equivalent a l'autoritarisme" i mostrant una manca d'imaginació i fins i tot de gust artístic cara als seus mecenes.

Va dissenyar més de 170 parcs, molts dels quals sobreviuen. Va ser sobrenomenat "Capacitat" perquè deia als seus clients que la seva propietat tenia "capacitat" de millora. La seva influència va ser tan gran que sovint es passen per alt les contribucions al jardí anglès fetes pels seus predecessors Charles Bridgeman i William Kent; fins i tot el defensor de Kent, Horace Walpole acceptà que Kent "va ser succeït per un mestre molt capaç".

Fotografies i pintures de parcs dissenyats per Brown
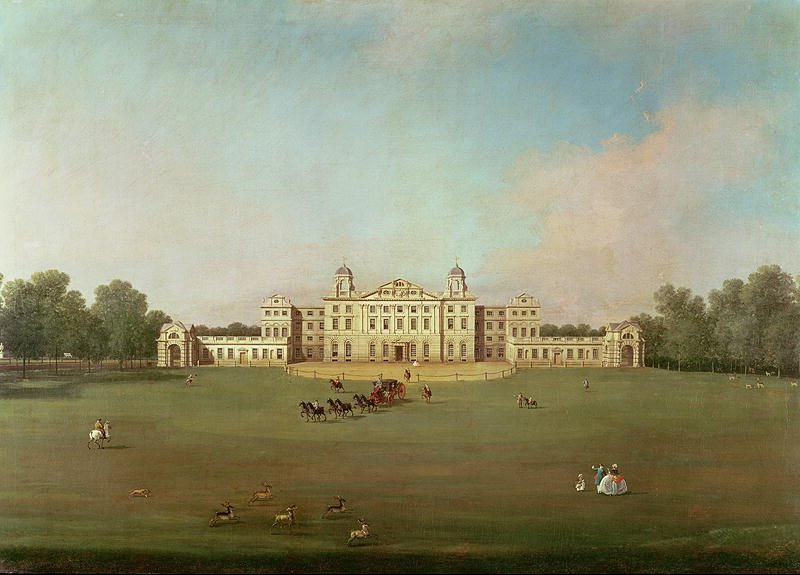
Badminton House
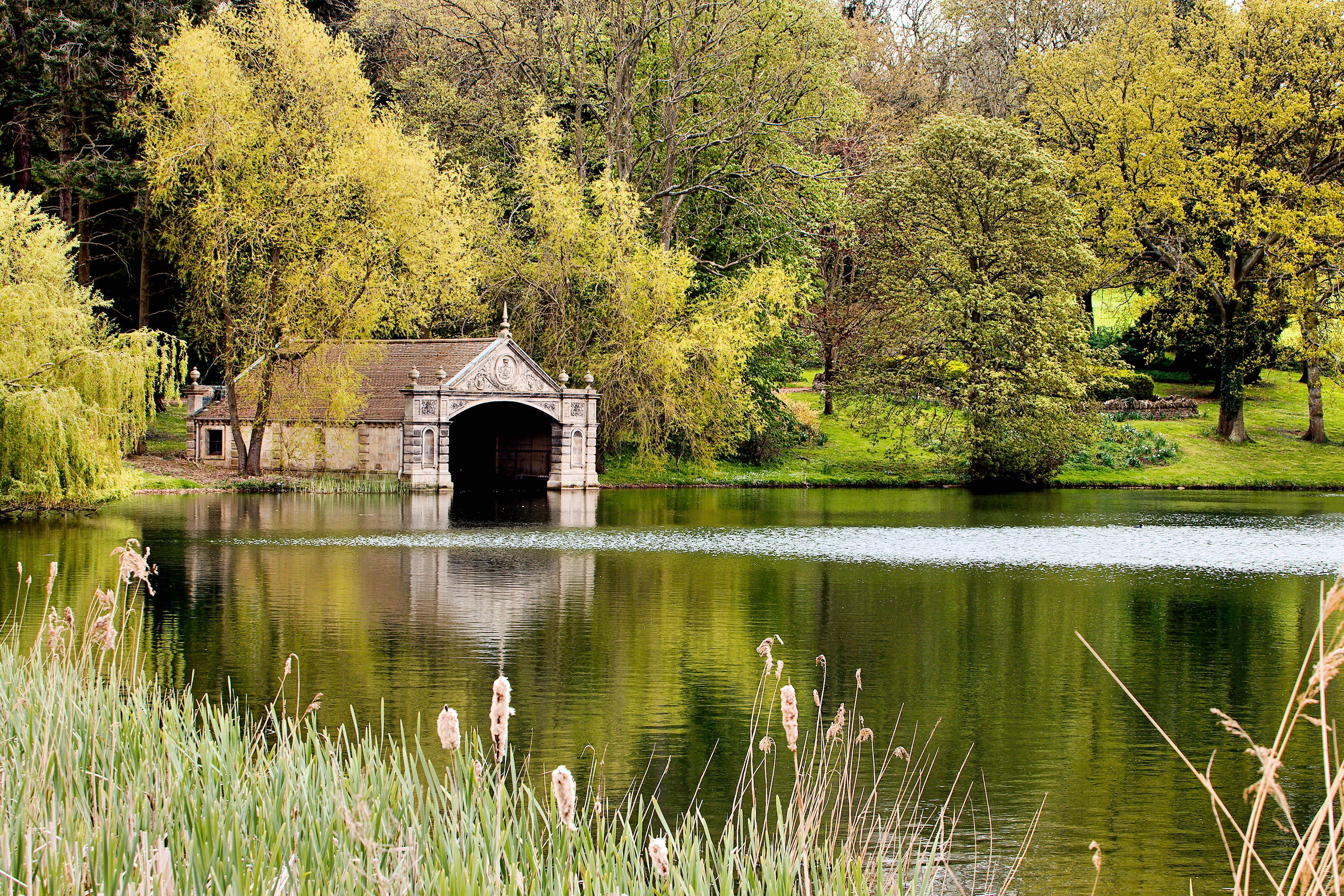
Estany de Burghley House
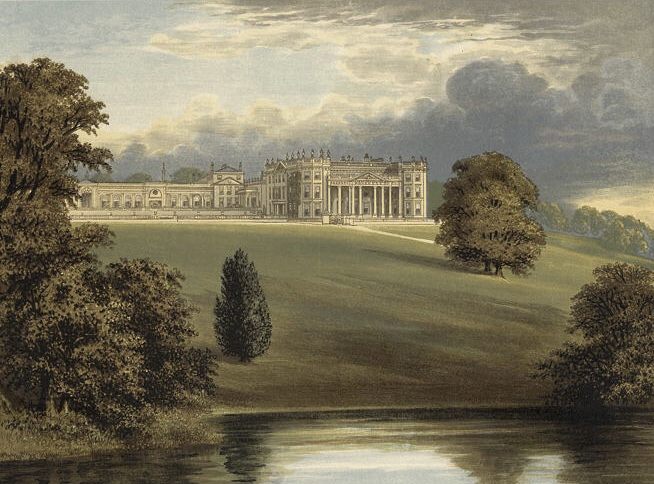
Bowood House
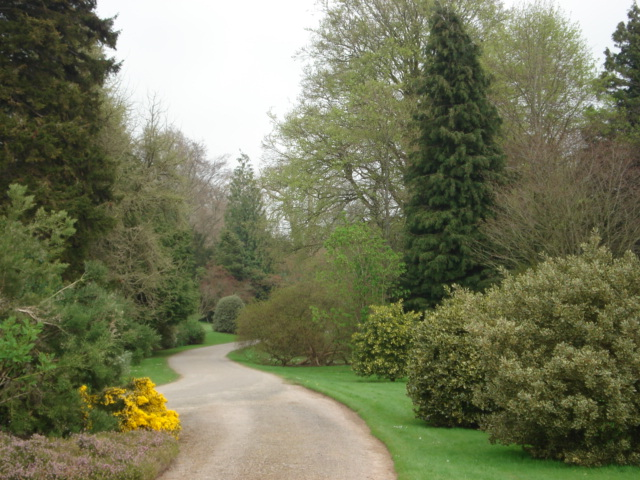
Camí amb bardisses (Berrington Hall)